# Буглаи (Хмельницкая область)
Буглаи (укр. Буглаї) — село в Старосинявском районе Хмельницкой области Украины.
Население по переписи 2001 года составляло 331 человек. Почтовый индекс — 31408. Телефонный код — 3850. Занимает площадь 2,137 км². Код КОАТУУ — 6824487002.
В селе родился Герой Советского Союза Василий Ковтун.

## Местный совет
31442, Хмельницкая обл., Старосинявский р-н, с. Сёмаки